# 皮夏内 (第聂伯罗彼得罗夫斯克州)
47°51′56″N 36°10′40″E / 47.86556°N 36.17778°E
皮夏内（烏克蘭語：Піщане），是烏克蘭的村落，位於該國中部第聶伯羅彼得羅夫斯克州，由錫內利尼科韋區波克羅夫斯凱市鎮負責管轄，處於海丘爾河左岸，分別距離扎里奇内0.5公里和海拉西米夫卡2公里，始建於1930年，面積0.02平方公里，海拔高度85米，2001年人口18。